# Winthemia erythrura
Winthemia erythrura là một loài ruồi trong họ Tachinidae.